# كونار أحمر
كونار أحمر (الاسم العلمي:Connarus ruber) هو نوع من النباتات يتبع جنس الكونار من الفصيلة الكونارية.